# أليكس هرنانديز
أليكس هرنانديز (بالإنجليزية: Alex Hernández)‏ هو لاعب كرة قاعدة أمريكي، ولد في 28 مايو 1977 في سان خوان في بورتوريكو.

## وصلات خارجية
- أليكس هرنانديز على موقعبيزبول رفرنس.كوم (الدوري الرئيسي) (الإنجليزية)
- أليكس هرنانديز على موقعبيزبول رفرنس.كوم (الدوري الثانوي) (الإنجليزية)